# ديك كامبل
ديك كامبل (بالإنجليزية: Dick Campbell)‏ (22 نوفمبر 1953 بدنفيرملين في المملكة المتحدة - ) هو مدرب كرة قدم ولاعب كرة قدم بريطاني في مركز الظهير. لعب مع دندي يونايتد ودونفرملين أثلتيك ونادي بريتشين سيتي ونادي روس كاونتي ونادي ستيرلينغشير الشرقية ونادي كاودينبيث لكرة القدم.

## وصلات خارجية
- ديك كامبل على موقع قاعدة بيانات كرة القدم.إي يو (الإنجليزية)